# دوري الدرجة الأولى الروماني 1914–15
دوري الدرجة الأولى الروماني 1914–15 (بالرومانية: Cupa Jean Luca P. Niculescu 1914-1915)‏ هو الموسم 6 من  دوري الدرجة الأولى الروماني. أقيم خلال الفترة 6 سبتمبر 1915 وحتى ديسمبر 1915، وأشرف على تنظيمه اتحاد رومانيا لكرة القدم، وكان عدد الأندية المشاركة فيه  6.